# Sus oliveri
Sus oliveri  (лат.) — вид небольших диких свиней из рода Sus. Обитают только на филиппинском острове Миндоро. Ранее этот вид считали подвидом S. philippensis, но затем была установлена его морфологическая и генетическая независимость.
Из-за охоты на них эти животные встречаются очень редко. 

## Описание
Окраска темно-коричневая или чёрная. У самцов имеется грива из чёрных (иногда с примесью светлых) удлинённых волос от макушки головы до плеч, выступающие клыки и пара выступов («бородавок») между глазами и рылом. У самок есть светлая полоса поперек морды под глазами и пучок светлых волос на углу челюсти, у самцов они менее заметны.

## Этимология названия
Вид назван в честь Уильяма Оливера, бывшего председателя группы специалистов МСОП по свиньям и пекари, который внёс большой вклад в сохранение диких филиппинских свиней. Другие названия: миндорская бородавчатая свинья, бородавчатая свинья Оливера.